# Kristina Bognar
Kristina Bognar (* 3. März 1983 in Budapest) ist eine deutsch-ungarische Volleyballspielerin.
Sie forscht im Bereich erneuerbarer Energien und der Meerwasserentsalzung.

## Leben
Bognar wuchs als Tochter einer Turnerin und eines Wasserballers in Berlin auf. In der deutschen Hauptstadt begann sie ihre Volleyball-Karriere beim TSV Spandau 1860, ehe die Zuspielerin zu CJD Berlin wechselte und gemeinsam mit Ramona Stucki und Kathy Radzuweit in mehreren Altersklassen deutsche Meisterschaften gewann. 2002 begann sie ein wirtschaftliches Studium an der University of San Francisco und spielte im dortigen Universitätsteam.
Nach der Rückkehr aus den Vereinigten Staaten ging sie zu VC 68 Berlin, aber der Verein musste schließlich Insolvenz anmelden.
Daraufhin wechselte Bognar in die erste spanische Liga zu Aguere Tenerife. Ihre nächste Station in Deutschland war der Bundesligist Bayer 04 Leverkusen. Von dort ging sie zum griechischen Verein Panionios Athen. 2008 wurde sie vom SC Potsdam verpflichtet. 
Bognar spielte von 2004 bis 2010 für die ungarische A-Nationalmannschaft und bestritt zahlreiche EM-, WM- und olympische Qualifikationsspiele. Seit Januar 2015 spielte Bognar für den Köpenicker SC, bei dem sie von Sommer 2015 bis 2017 beim KSC 2 in der zweiten Bundesliga zum Einsatz kam. Seit 2018 ist sie für den BBSC Berlin aktiv.
Ihr Wirtschaftsingenieur-Studium an der TU Berlin schloss sie neben der Volleyball-Karriere erfolgreich ab. Sie arbeitete parallel zum Erstliga-Betrieb ab 2009 als wissenschaftliche Mitarbeiterin und Doktorandin bei Frank Behrendt am Institut für Energietechnik. 
Sie forschte im Fachgebiet für Energieverfahrenstechnik und Umwandlungstechniken regenerativer Energien. Ihr Forschungsschwerpunkt lag in der Entwicklung nachhaltiger Energie- und Wasserversorgungssysteme von Inseln und netzferner Regionen. 
Sie dissertierte mit einer Studie zu „Energy and water supply systems in remote regions considering renewable energies and seawater desalination“.